# Fugues (téléfilm)
Fugues est un téléfilm français réalisé par Marion Sarraut et diffusé pour la première fois le 19 avril 2000 sur France 2.

## Synopsis
Jo, un garçon de 13 ans, vit dans une famille d'accueil, les Tremblay. Sa mère est morte à sa naissance, et il n'a jamais connu son père.
Dans cette famille d'accueil, il vit avec d'autres enfants aussi recueillis par un couple qui n'a pas eu sa propre descendance. Une nuit, Jo fugue une fois de plus pour tenter de retrouver son père. Un éducateur, chargé de changer son comportement, va l'y aider. En volant une 205, il aura des ennuis avec la police, et cet homme va l'aider à s'en sortir. Mais il repart à la recherche de son géniteur, pour finalement découvrir que lui aussi est mort. Il découvre ainsi qu'il est orphelin. La nouvelle lui fait un choc. Son éducateur, qui était autrefois son psy, devient alors son père de substitution...

## Fiche technique
- Scénario : Christian Bouveron
- Assistant réalisateur : Rodolphe Tissot
- Pays :  France
- Production : Stéphane Lhoest
- Musique :
- Durée : 100 minutes

## Distribution
- Jim Redler : Jo
- Marc Duret : Vincent
- Michel Jonasz : Tremblay
- Marie Arnaudy : Hélène
- Julie Sarraut : Marina
- Samory Ba : Mathieu
- Hugo Florsheimer : Sylvain
- Crystal Lesser-Benit : Sophie